# Неоаквистичка комисија
Неоаквистичка дворска комисија (лат. Neoacquistica Commissio) или Дворска комисија за уређење имовинских односа је била установа Хабзбуршке монархије чији је задатак било сређивање прилика, односно организовање аустријске власти у деловима Хрватске, Славоније, Срема и Угарске које је Царство освојило од Турске током Великог бечког рата. Комисији је најпре било поверено уређење имовинских односа. 

## Историја
Неоаквистичка комисја основана је 29. јула 1688. године. На челу јој се у почетку налазио високи коморски службеник Фердинанд Дитрихштајн, док је најутицајнија личност Комисије био примас Угарске, кардинал Леополд Колонић, архиепископ Острогона (1631—1707). Између осталог, комисија је требало да решава и нека питања која су се тицала Срба у Хабзбуршкој монархији. Они су се недавно доселили на ове просторе под патријархом Арсенијем Црнојевићем. Аустрија је на новоосвојеним територијама почела организовати свој систем не чекајући завршетак рата. Међутим, земља је пропадала услед необрађивања. Због тога је Леополд дозволио српском народу да се насели на тим просторима уз обавезу да бране границу од напада Турака. Неоаквистичка комисија није крила своју нетрпељивост према Арсенију. Комисија је играла велику улогу у доношењу одлука аустријског двора по питању земаља насељеним Србима. Чинили су је представници Дворског ратног савета и Дворске коморе. Управо је ова комисија одлучила да се 1720. године успостави посебна администрација у Краљевини Србији, са седиштем у Београду. 